# 1968 (roman)
1968 är en roman av Jan Guillou från 2017. Det är den sjunde delen i romansviten Det stora århundradet som handlar om släkten Lauritzen under 1900-talet. De tidigare delarna i romansviten är Brobyggarna, Dandy, Mellan rött och svart, Att inte vilja se, Blå stjärnan och Äkta amerikanska jeans.

## Handling
Boken handlar om Eric Letang som tillhör tredje generationen Lauritzen. Efter fullföljda juridikstudier blir han anställd som notarie på Stockholms mest beryktade advokatbyrå. Eric blir ansvarig för bevakningen av den uppmärksammade neurosedynskandalen. 
Boken utspelar sig under 1968 och handlar till stor del om 1968-rörelsen som Eric är en del av.